# Eugène Roy-Bry
Eugène-Jacques-Nicolas-Pierre Roy-Bry (17 décembre 1810 à Rochefort - 18 novembre 1864 à Rochefort) est un banquier et homme politique français.

## Biographie
Banquier, il fonde la Caisse d'épargne de Rochefort et la Chambre de commerce de Rochefort, dont il devient vice-président en 1843 puis président en 1846. 
Devenu maire de la ville de Rochefort en 1851 et conseiller général du canton-sud, il fut élu député au Corps législatif, comme candidat du gouvernement, dans la 2e circonscription de la Charente-Inférieure, le 1er mai 1859, en remplacement de Chasseloup-Laubat nommé ministre, par 17 451 voix sur 17 842 votants, et fut réélu, le 1er juin 1863. Il siégea constamment dans la majorité dynastique.
Il prend part à la reconstruction de l'hôpital et de la bourse à Rochefort.

## Hommages
En 1879, l'ancien champ de foire de Rochefort est nommé cours Roy-Bry en hommage à celui qui fut maire de la ville. L'esplanade est, en 2018, un parking d'environ 800 places.

## Sources
- Pellerin (Marina) et Villiers (Cécile) : « Eugène Roy-Bry, un saint-simonien au pourvoir », in ACTES du Collège d’histoire maçonnique de l’Aunis et de la Saintonge, n° 5, août 2006.
- « Eugène Roy-Bry », dans Adolphe Robert et Gaston Cougny, Dictionnaire des parlementaires français, Edgar Bourloton, 1889-1891 [détail de l’édition]